# Sackcloth 'n' Ashes
Albums de 16 Horsepower
16 Horsepower
(1995) Low Estate
(1997)
Sackcloth 'n' Ashes est le premier véritable album de 16 Horsepower sorti le 6 février 1996 sur le label A&M Records.

## Historique
Cet album de rock alternatif fortement inspiré de musique country et de rock gothique, mais aussi influencé des albums de Violent Femmes ou de The Gun Club, a été composé par David Eugene Edwards et les membres du groupe. Ce style sera à la base de toutes productions ultérieures d'Edwards avec 16 Horsepower et sa formation ultérieure Wovenhand. Très en contact dans son enfance avec le milieu religieux — son grand-père était un pasteur nazaréen et sa grand-mère l'emmenait fréquemment assister aux veillées funéraires — David Eugene Edwards retranscrit dans cet album certaines de ces influences tant morbides que prédicatrices en les incluant dans la musique country et l'univers du XIXe siècle américain.
Le titre de l'album Sackcloth and Ashes (« Le Sac et la Cendre » et au figuratif, « être contrit ») fait référence à la Bible et plus particulièrement au livre de Daniel (9,3) (ainsi qu'à l'évangile selon Matthieu (11,20) et au Livre d'Esther (4,1) et à l'Évangile selon Luc (10,13)). 

## Liste des titres de l'album
| No  | Titre                 | Durée |
| --- | --------------------- | ----- |
| 1.  | I Seen What I Saw     | 3:24  |
| 2.  | Black Soul Choir      | 3:52  |
| 3.  | Haw                   | 3:29  |
| 4.  | Scrawled in Sap       | 2:46  |
| 5.  | Horse Head            | 3:01  |
| 6.  | Ruthie Lingle         | 2:44  |
| 7.  | Harm's Way            | 3:20  |
| 8.  | Black Bush            | 3:16  |
| 9.  | Heel on the Shovel    | 3:11  |
| 10. | American Wheeze       | 3:33  |
| 11. | Red Neck Reel         | 2:41  |
| 12. | Prison Shoe Romp      | 3:11  |
| 13. | Neck on the New Blade | 3:15  |
| 14. | Strong Man            | 4:21  |

## Musiciens ayant participé à l'album
- David Eugene Edwards - voix, banjo, guitare, bandonéon
- Jean-Yves Tola - batterie, chœurs
- Keven Soll - contrebasse, violoncelle, chœurs
- Gordon Gano - violon